# JOJ 24
A JOJ 24 a TV JOJ 7. tévécsatornája.
A program 80%-ban tudósításból és 20%-ban újságírásból áll. Március 9-én a társaság engedélyt kapott a Műsorszórási és Közvetítési Tanácstól az új JOJ 24 hírcsatorna számára.
A TV JOJ megerősítette, hogy régóta készítette elő a hírcsatornát, de a mostani orosz invázió Ukrajna ellen csak felgyorsította. Erre utal az is, hogy a TV JOJ az invázió kezdete óta podcastot sugároz a honlapján, amelyben a logó a 24-es számot tartalmazza. A múltban a TV JOJ megvásárolta ennek a logónak a jogait, és elkezdte használni ebben a podcastban.